# Micrathena mitrata
Micrathena mitrata là một loài nhện trong họ Araneidae.
Loài này thuộc chi Micrathena. Micrathena mitrata được Nicholas Marcellus Hentz miêu tả năm 1850.